# Галерея українського військового однострою
Львівська галерея (музей) українського військового однострою (мундиру, уніформи) — приватний музей у місті Львові. Галерею відкрито 14 жовтня 2002 року на день Пресвятої Покрови — свято українського війська. Власник і автор галереї — Богуслав Любів.
В експозиції та фондах представлені однострої українських військовиків від початку XX століття. Серед них — мундири Легіону Українських Січових Стрільців, мундири військ Української Народної Республіки, Української Галицької Армії, 14 гренадерської дивізії СС Галичина (І Української дивізії УНА), у тому числі мундири капеланів армії УНР та Легіону УСС. Показані також нагороди, відзнаки та аксесуари українського війська. Видано праці галереї: альбом творчості Ніла Хасевича, збірник статей Богуслава Любіва до 10-ї річниці галереї. Богуслав Любів — лауреат обласної премії імені Іларіона і Віри Свенціцьких, заслужений працівник культури України.

## Галерея зображень

Загальний вигляд галереї
Наперсний хрест священиків УНР. Реконструкція
Однострій кінного полку Чорних запорожців 1918
Однострій Січових Стрільців 1916 року